# Segersta
Segersta – miejscowość (tätort) w Szwecji, w regionie administracyjnym (län) Gävleborg, w gminie Bollnäs.
Według danych Szwedzkiego Urzędu Statystycznego liczba ludności wyniosła: 352 (31 grudnia 2015), 261 (31 grudnia 2018) i 248 (31 grudnia 2019).